# لوغان ريان
لوغان ريان (بالإنجليزية: Logan Ryan)‏ هو لاعب كرة قدم أمريكية أمريكي، ولد في 9 فبراير 1991 في برلين في الولايات المتحدة.

## وصلات خارجية
- لوغان ريان على موقع مرجع كرة القدم المحترفة.كوم (الإنجليزية)